# گربه اخمو
گربه اخمو (انگلیسی: Grumpy Cat) یک گربه ستاره اینترنتی آمریکایی بود که به‌دلیل قیافه اخمویش در شبکه‌های اجتماعی معروف شده بود. اسم واقعی این گربه تاردر ساس است. انتشار عکس‌هایی از این گربه در سال ۲۰۱۲ در اینترنت به دلیل قیافه اخمو و بداخلاقش با واکنش‌های زیادی همراه شد. این گربه ۶ ساله یک شرکت به نام خودش دارد و محصولاتی از جمله لباس، تقویم و اسباب بازی با تصاویر او تولید می‌شود. او سفرهای زیادی به کشورهای جهان داشته و در برنامه‌های تلویزیونی حضور پیدا کرده‌است.

## تبلیغات کالا
در سال ۲۰۱۳ کمپانی نوشیدنی گرنید (به انگلیسی: Grenade Beverages) با قراردادی ۱۵۰ هزار دلاری تصمیم گرفت که یک نوشیدنی را با عکس این گربه اخمو به فروش برساند شرکت موسوم به «گربه اخمو» از صاحبان کمپانی تولید قهوه گرنید در آمریکا به دلیل سوءاستفاده از توافقی که مربوط به استفاده از عکس‌های این گربه بود، شکایت کرد.
براساس این توافق کمپانی گرنید تنها حق استفاده از عکس این گربه را برای فروش نوشیدنی به اسم «گرامپوچینو گربه اخمو» (به انگلیسی: Grumpy Cat Grumppuccino) داشته‌است.
اما این کمپانی سایر محصولات از جمله تی شرت و نوعی قهوه را هم تحت نام این گربه فروخته بود. در سال ۲۰۱۵ شرکت «گربه اخمو» به دلیل نقض این قرارداد از کمپانی گرنید شکایت کرد.
یک دادگاه فدرال در کالیفرنیا به گربه اخمو ۷۱۰ هزار دلار پرداخت کرده‌است. دادگاه این حکم را پس از رسیدگی به پرونده کپی رایتی که این گربه در آن دخیل بوده، صادر کرد. گفته شده که این گربه اخمو در یکی از جلسات دادگاه حضور داشته‌است

## درگذشت
سه شنبه ۱۴ مه ۲۰۱۹ در پی بروز مشکلاتی به دلیل عفونت مجاری ادراری در سن ۷ سالگی درگذشت.